# Kızılcadağ, Korkuteli
Kızılcadağ là một xã thuộc huyện Korkuteli, tỉnh Antalya, Thổ Nhĩ Kỳ. Dân số thời điểm năm 2011 là 189 người.